# Journal of Analytical Atomic Spectrometry
Das Journal of Analytical Atomic Spectrometry, abgekürzt J. Anal. At. Spectrom., ist eine wissenschaftliche Fachzeitschrift, die von der Royal Society of Chemistry veröffentlicht wird. Die erste Ausgabe erschien im Jahr 1986. Derzeit erscheint die Zeitschrift zwölfmal im Jahr. Es werden Artikel veröffentlicht, die sich mit spektrometrischen Analysetechniken beschäftigen.
Der Impact Factor lag im Jahr 2019 bei 3,498. Nach der Statistik des ISI Web of Knowledge wurde das Journal 2014 in der Kategorie analytische Chemie an zwölfter Stelle von 74 Zeitschriften und in der Kategorie Spektroskopie an sechster Stelle von 44 Zeitschriften geführt.